# Heimotion
Heimotion was een Duits bedrijf in Jagsthausen dat animatronics produceerde voor de recreatiesector, waaronder musea en attractieparken.
Het bedrijf werd opgericht in 1944 (officieel 1945) onder de naam Heimo. Het produceerde oorspronkelijk statische poppen en sinds de jaren 1950 bewegende poppen en raamdecoratie. In 1951 verhuisde het bedrijf van Oost-Duitsland naar Berlin-Schöneberg in West-Berlijn. Acht jaar later verhuisde het bedrijf opnieuw naar Jagsthausen om zich te vestigen in een voormalige elektronicafabriek. Heimo richtte zich sindsdien meer op de productie van sprookjesfiguren. In de decennia die daarop volgde bleef het bedrijf groeien en introduceerde het nieuwe producten als decor voor spookhuizen en animatronic dinosauriërs. In 2009 introduceerde het samen met HUSS Park Attractions het attractietype King Kong The Ride.
In 2011 kwam het in financiële problemen maar maakte het een doorstart onder de naam Heimotion. In juli 2022 kondigde Heimotion aan dat het de deuren eind die maand zou sluiten.